# 坂野泰治
坂野 泰治（ばんの たいじ、1946年10月19日 - ）は、愛知県出身の官僚。社会保険庁長官。NHK監事などを歴任。

## 経歴
愛知県出身。愛知県立旭丘高等学校を経て、京都大学法学部卒業後、1969年に行政管理庁入庁。後藤田正晴行政管理庁長官（その後、総務庁長官）の秘書官事務取扱、総務庁行政管理局企画調整課長、行政管理局長などを経て、道路関係四公団民営化推進委員会設立準備室長などを務めた。その後、社団法人行政情報システム研究所（総務省の外郭団体）理事長に就任、日本放送協会に移り同監事。
2007年、柳澤伯夫厚生労働大臣による村瀬清司（社会保険庁長官）更迭に際し、社会保険庁長官に就任した。
前述した役職のほかに、内閣官房内閣審議官などの要職を歴任している。